# Same Heart
Same Heart е песен за Евровизия 2014 на израелската певица Мей Файнголд. Избрана е да представи Израел чрез вътрешна селекция и представена на 5 март 2014 година.
Песента е на английски език и иврит, като на английски се пее в първия куплет, припева и моста, а на иврит – във вторите куплет и припев. Включва поп рок и електро денс елементи.
Официалният видеоклип на песента е заснет в изоставен индустриален комплекс в близост до Йерусалим.